# Egy maréknyi dollárért
Az Egy maréknyi dollárért (eredeti olasz címe Per un pugno di dollari) című filmet a spagettiwesternek atyja, Sergio Leone rendezte és az akkor még majdhogynem ismeretlen Clint Eastwood játszotta a főszerepet. Ez a film egy új műfajt hozott létre, amit azóta is spagettiwesternnek hívnak. A filmnek két folytatása készült, a Pár dollárral többért és A Jó, a Rossz és a Csúf, így ezt a trilógiát Dollár-trilógiának nevezik.
Kuroszava Akira kultfilmje, A testőr (1961) remake-je. A United Artists stúdió reklámkampányában úgy nevezte az Eastwood alakította szereplőt, hogy a Névtelen férfi.
Ez volt az első, külföldön készített westernfilm, amelyet Amerikában is bemutattak. A stáb éppen ezért tartott attól, hogy a filmnek nem lesz nagy sikere, ezért megváltoztatták a nevüket a filmben látható stáblistán.
A filmet Spanyolországban, főleg Hoyo de Manzanaresben forgatták, Madridhoz közel, részben pedig – két folytatásához hasonlóan – a Tabernas-sivatagban, a Cabo de Gata-Níjar Natúrparkban, Almeríához közel.

## Rövid összefoglaló
Egy magányos, névtelen fegyveres érkezik a kis határvidéki városkába, ahol két banda rivalizál egymással. Az idegent eleinte nem nézik jó szemmel, de a titokzatos fegyveres tudja, hogyan kovácsoljon előnyt magának a kényes helyzetből. Mindkét bandának felajánlja segítségét, biztos kezét, célt soha nem tévesztő fegyverét, és mindkét bandát sikerül csőbe húznia.
Míg a rivalizáló rosszfiúk egymásnak esnek, a névtelen szerencsevadász a háttérből mozgatja a szálakat, és ha kell, a fegyverét is előveszi. Miért teszi mindezt? Természetesen egy maréknyi dollárért!

## Szereposztás
| Szerep                  | Színész            | Magyar hang        | Magyar hang        |
| Szerep                  | Színész            | 1. szinkron (1995) | 2. szinkron (1999) |
| ----------------------- | ------------------ | ------------------ | ------------------ |
| Joe                     | Clint Eastwood     | Laklóth Aladár     | Kautzky Armand     |
| Marisol                 | Marianne Koch      | Bessenyei Emma     | Orosz Anna         |
| Ramón Rojo              | Gian Maria Volonté | Rosta Sándor       | Rosta Sándor       |
| John Baxter             | Wolfgang Lukschy   | Izsóf Vilmos       | Szalay Imre        |
| Esteban Rojo            | Sieghardt Rupp     | Jakab Csaba        | Megyeri János      |
| Piripero                | Joseph Egger       | Komlós András      | Kenderesi Tibor    |
| Don Miguel Rojo         | Antonio Prieto     | Kárpáti Tibor      | Kárpáti Tibor      |
| Silvanito               | José Calvo         | Gruber Hugó        | Gruber Hugó        |
| Consuelo Baxter         | Margarita Lozano   | ?                  | Bessenyei Emma     |
| Julián                  | Daniel Martín      | ?                  | Juhász György      |
| Rubio                   | Benito Stefanelli  | ?                  | Mikula Sándor      |
| Chico                   | Mario Brega        | ?                  | Varga Tamás        |
| Antonio Baxter          | Bruno Carotenuto   | ?                  | Végh Ferenc        |
| Rojo bandájának tagja   | Aldo Sambrell      | ?                  | Albert Péter       |
| Baxter bandájának tagja | Antonio Molino     | ?                  | Imre István        |
| Juan De Dios            | Raf Baldassarre    | Szalay Imre        | Vizy György        |
| Baxter bandájának tagja | Frank Braña        | ?                  | ?                  |

## A produkció
Leone fel akarta éleszteni a westernműfajt Olaszországban. Szerinte az amerikai westernek az 1910-1950-es években túlságosan prédikálóvá váltak, ezért az egyes filmstúdiók nem gyártottak több filmet a műfajon belül. Ez a film volt az, ami Leonét és a stílusát ismertté tette. Állítólag John Ford és Kuroszava Akira filmjei motiválták őt, hogy ilyen filmeket készítsen.

## Zene
A film fülbemászó, azóta legendássá vált, fütyült szólamot is tartalmazó zenéjét a híres zeneszerző, Ennio Morricone készítette.

## A film megjelenése Magyarországon
Az Egy maréknyi dollárért c. film először az 1980-as évek elején került vetítésre a magyar mozikban a MOKÉP forgalmazásában. A mozikban még csak feliratos verzióban volt látható. 1986-ban a Mokép megjelentette a film VHS-változatát, ám ekkor még csak a videótékákban volt elérhető. A kazettára az eredeti, feliratos, szélesvásznú mozikópia került. Az 1990-es évek közepén a Fórum Film Kiadó kiadta az Egy maréknyi dollárért szinkronos változatát. Erre a VHS kiadványra került rá az első magyar szinkron ill. egy teljes képernyős, vágott kópia.
Az 1990-es évek vége felé az RTL Klub egy új, második szinkront készíttetett a filmhez, ez a szinkron került rá a 2002-es "lakossági" VHS kazettára is, amely már a teljes, vágatlan kópiát tartalmazta. A 2000-es évek közepén a Warner Home Video megjelentette a film DVD verzióját, amelyre szintén a második szinkron került valamint egy keskeny vásznú, teljes kópia. Az Egy maréknyi dollárért még nem jelent meg hazánkban Blu-ray formátumban.

## Érdekességek
- Clint Eastwood előtt a főszerepet Charles Bronsonnak és Henry Fondának is felajánlották.
- A filmet 1964-ben forgatták, de az USA-ban 1967-ben mutatták be.
- A filmre azt mondták, hogy ez az első spagettiwestern, de amikor ezt a filmet csinálták, körülbelül 25 ilyen műfajú filmet forgattak. Viszont ez volt az első spagettiwestern, ami nemzetközi sikereket ért el.
- Ez volt az első alkalom, hogy Sergio Leone és Ennio Morricone együtt dolgoztak, noha az iskolában osztálytársak voltak.
- Annak ellenére, hogy Eastwood ebben a filmben a „névtelen férfi”-ként jelenik meg, a stáblistán és az egyik jelenetben is Joe-nak nevezik.
- Azt, hogy a „névtelen férfi” dohányozzon, Eastwood találta ki. Megkérte a stábban dolgozókat, hogy készítsenek neki 3 rövid szivart, amiket el is szív a filmben. Eastwood maga viszont nem dohányzik.
- A filmnek készült egy remake-je Bruce Willis főszereplésével 1996-ban, Az utolsó emberig címmel.
- Az a jelenet, amikor Eastwood sétál a kisvárosban és közben egy férfi készíti a koporsókat, visszaköszön egy későbbi westernfilmben, a Fennsíkok csavargójában, amit Eastwood rendezett.
- A „névtelen férfi” nem csak a Dollár-trilógiában szerepel. Feltehetőleg ugyanaz a szereplő szerepel a Fennsíkok csavargója és a Fakó lovas című Eastwood-filmekben is.
- Magyarországon több tűzoltóságon (elsősorban Budapesten) a film főcímzenéjének hangjaira indulnak bevetésre az egységek.